# 玛丽-雅德·洛里奥
玛丽-雅德·洛里奥（法語：Marie-Jade Lauriault，1996年11月10日—），法国、加拿大女子花样滑冰运动员，2018年芬兰杯冰舞铜牌得主、2019年华沙杯冰舞金牌得主、2022年美国赛冰舞铜牌得主。